# Pražského povstání metróállomás
Pražského povstání egy metróállomás Prágában a prágai C metró vonalán.

## Szomszédos állomások
A metróállomáshoz az alábbi állomások vannak a legközelebb:
- Vyšehrad (Letňany)
- Pankrác (Háje)

## Átszállási kapcsolatok
| C (Letňany ↔ Háje) |                                    |                         |
| Állomás            | Átszállási kapcsolatok             | Fontosabb létesítmények |
| Pražského povstání | 134, 193, 904, 905, 910, H1 18, 93 |                         |